# Semiothisa fuscataria
Semiothisa fuscataria là một loài bướm đêm trong họ Geometridae.